# Hiziya (téléfilm)
Pour plus de détails, voir Fiche technique et Distribution.
Hiziya est un téléfilm algérien réalisé en 1977 par Mohamed Hazourli, dont le scénario est inspiré d'une histoire réelle immortalisée par l'élégie du poète Mohamed Ben Guittoun écrite au XIXe siècle.

## Synopsis
C'est à partir du poème chanson populaire de Mohamed Ben Guittoun que le réalisateur Mohamed Hazourli (de la station régionale de Constantine de la RTA) a écrit le scénario.
Hiziya Bent Ahmeb Bey, âgée de 23 ans a vécu dans le sud-est de l'Algérie, dans un village du nom de Sidi Khaled. Fille d'un puissant notable de sa tribu Dhouaouda qui transhumait régulièrement dans le désert. Hiziya était d’une rare beauté au point où les filles la jalousaient et l’enviaient, et les hommes succombaient à son charme, désirant l’épouser. Mails le cœur de la jeune femme était pris, elle était amoureuse de son cousin Saïd, orphelin recueilli dès sa tendre enfance par son oncle, puissant notable de la tribu et père de Hiziya. La tradition qui interdisait toute liaison en dehors du mariage, les deux amoureux étaient forcés de se voir en cachette. Ils se marièrent malgré l'hostilité du milieu et un mois après leur union, la jeune femme décède d'une suite d'un malaise survenu lors de la transhumance dans le désert. La mort de sa bien-aimée plongea Saïd dans un profond chagrin, à tel point qu'il abandonna biens et famille pour errer dans le désert.

## Fiche technique
- Titre : Hiziya
- Réalisation : Mohamed Hazourli
- Scénario : Mohamed Hazourli
- Musique : Abdelwahab Slim
- Chant : Abdelhamid Ababsa

- Photographie : Bachir Slami
- Ingénieur du son : Ismail Boucherka
- Montage : Nourdine Ferfour
- Production : RTA
- Genre : Drame
- Durée : 155 minutes

- Date de sortie : 1977
- Pays d'origine :  Algérie

## Distribution
- Amal Serour : Hiziya
- Farouk Toualbia : Saïd
- Hassan Benzerari : Brahim
- Hamid Habati : le conteur
- Kaddour Bousbaa : Ala
- Dalila Haicher : Zahia
- Ali Echeaaïri : Ahmed Bey, le père de Hiziya
- Fatima Ahouaoui : Rya, mère de Hiziya

## Lieux du tournage
Le téléfilm est tourné dans le désert de la wilaya de Biskra, précisément dans les environs de la commune de Chetma réputée pour son patrimoine phœnicicole composé de 120 000 palmiers dont le décor a servi au tournage du téléfilm.